# 布奇内
布奇内（義大利語：Bucine），是意大利阿雷佐省的一个市镇。总面积131.08平方公里，人口10150人，人口密度77.4人/平方公里（2009年）。ISTAT代码为051005。